# Maulette
Maulette település Franciaországban, Yvelines megyében. Lakosainak száma 1054 fő (2022. január 1.). Maulette Boutigny-Prouais, Bazainville, Bourdonné, Dannemarie, Gambais, Houdan, Richebourg és Goussainville községekkel határos.

## Népesség
A település népességének változása:
| Lakosok száma | 840  | 904  | 957  | 972  | 992  | 1013 | 1033 | 1049 | 1054 |
|               | 2013 | 2015 | 2016 | 2017 | 2018 | 2019 | 2020 | 2021 | 2022 |